# Koreańczycy (mniejszość w ChRL)
Koreańczycy, Chaoxian (chiń. upr. 朝鲜族; pinyin Cháoxiǎn Zú, kor. (Joseonjok, hangul: 조선족) – mniejszość koreańska zamieszkująca obszar Chińskiej Republiki Ludowej. W roku 2001 liczyli 1 887 558 tysięcy osób. Była to trzynasta, pod względem wielkości, mniejszość w Chinach. Jest to największa lub druga co do wielkości koreańska mniejszość żyjąca poza obszarem Półwyspu Koreańskiego. Zamieszkuje przede wszystkim północno-wschodnie prowincje Chin, m.in. Jilin, Liaoning i Heilongjiang. W roku 1990 mieszkało na tych terenach około 97% całej populacji Koreańczyków w Chinach. Największa liczba Koreańczyków osiedliła się w prefekturze Yanbian (jednym z regionów prowincji Jilin), która została w 1952 roku przemianowana na koreańską prefekturę autonomiczną. Nieduża liczba mieszka również w Mongolii Wewnętrznej oraz w większych i średnich miastach całego kraju, m.in. w Pekinie.

## Pochodzenie i historia
Pierwsi Koreańczycy zaczęli osiedlać się na terenie Chin już w XVII wieku. Jednak na większa skale zaczęli przybywać do Mandżurii około roku 1880. Pojawiła się wtedy możliwość przekroczenia granicy chińsko-koreańskiej po jej szerszym otwarciu przez dynastię Qing. Poprzez osiedlanie w tym terenie Koreańczyków chciano zmniejszyć wpływy rosyjskie w tym rejonie Chin. Największa liczba migracji miała miejsce między 1910 a 1930 rokiem. Było to związane ze słabą kontrolą tego terytorium przez rząd chiński, spowodowaną licznymi konfliktami zewnętrznymi oraz wewnętrznymi, z jakimi w tym czasie borykały się Chiny. Główną przyczyną migracji na terytorium Chin była ucieczka przed głodem oraz okupacją japońską. Główną grupą migrującą byli prości chłopi oraz pracownicy fizyczni, którzy znajdowali zatrudnienie na farmach w całej Mandżurii. W czasie agresji japońskiej na Mandżurię, a także później podczas trwania wojny chińsko-japońskiej społeczność koreańska brała aktywny udział w konflikcie po stronie chińskiej. Mniejszość koreańska uczestniczyła także aktywnie w wojnie domowej oraz w wojnie koreańskiej po stronie Chin. Po zakończeniu II wojny światowej, gdy po opuszczeniu przez Japończyków Półwyspu Koreańskiego, pojawiła się możliwość powrotu do kraju przodków, wielu Koreańczyków zostało w Chinach, gdyż perspektywy ekonomiczne w rodzinnym kraju nie wydawały się sprzyjać ponownej migracji. Pomimo jednak dużego zaangażowania w sprawy chińskie, mniejszość ta nie uległa pełnemu zasymilowaniu. Jest to związane z faktem, że jest to stosunkowo młoda społeczność, w porównaniu do innych mniejszości chińskich. Od początku posiada swój własny język oraz zwyczaje, które są kultywowane z pokolenia na pokolenie. Jest to również związane z faktem, że tak jak m.in. Mongołowie czy Tajowie, posiada ona związki z własnym niepodległym krajem.

## Język i edukacja
Większość mniejszości koreańskiej wciąż używa w piśmie i mowie języka koreańskiego. W 1949 roku w prowincji Yanbian został założony Uniwersytet w celu nauczania tej mniejszości etnicznej. Był to pierwszy tego typu uniwersytet w Chinach. Koreańscy nauczyciele zawsze byli cenionymi pracownikami ze względu na swoją dużą wiedzę i zdolność jej przekazywania. Poziom wykształcenia wśród Koreańczyków jest wyższy niż przeciętna wśród innych mniejszości w Chinach. Wynika to z faktu, że rodzice kierując się konfucjańską tradycją pokładającą wielkie znaczenie w edukacji, dbają o wykształcenie swoich dzieci. W 1982 roku odsetek analfabetyzmu wśród koreańskich dzieci powyżej dwunastego roku życia wynosił 10,5% i był najniższy pośród wszystkich mniejszości w Chinach. Również liczba osób z wykształceniem wyższym była największa spośród innych mniejszości. Wynosiła 19,6 na 1000 osób.

## Zwyczaje
Wynikająca z tradycji konfucjańskiej uprzejmość i skromność jest zauważalna również pośród mniejszości koreańskiej. Szacunek dla starszych oraz troska o młodszych jest równie ważna. Koreańczycy obchodzą specjalne święto na cześć starszych, które przybiera postać festiwalu. Odbywa się on co roku piętnastego sierpnia w prefekturze Yanbian. Podczas tego święta, oraz podczas innych uroczystości np. podczas obchodzenia koreańskiego nowego roku, który przypada w tym samym czasie co nowy rok księżycowy, Koreanki ubierają się w tradycyjne koreańskie długie, kolorowe suknie, złożone z dwóch części zwane hanbok. Mężczyźni zakładają męską wersje tego stroju, długie obszerne płaszcze zwane durumagi. W tym czasie spożywa się tradycyjne koreańskie potrawy, tj. ostre kimchi, zimne kluski, ryżowe ciasteczka, czy psie mięso. Poza świętami obchodzonymi wspólnie z Hanami, mniejszość koreańska wyróżnia się spośród innych, obchodząc takie święta rodzinne jak pierwsze urodziny dziecka, sześćdziesiąte urodziny rodziców oraz sześćdziesiątą rocznicę ślubu.
Koreańczycy uwielbiają piosenki oraz tańce. W każde więc święto organizowane są liczne zabawy taneczne i popisy wokalne. Czasami tańczą i śpiewają również w dni powszednie, często przy akompaniamencie bębnów i fletów. 
Tradycyjnymi sportami są skoki na huśtawce uprawiane przez kobiety oraz zapasy i piłka nożna dla mężczyzn.
W dawnych czasach mężczyźni zajmowali się uprawą pól, podczas gdy kobiety pracowały w domu, przygotowując posiłki i opiekując się dziećmi i dobytkiem. Najstarszy syn zostawał głową rodziny po śmierci ojca i to on dziedziczył cały majątek. Praktykowano również wczesne, ustalane przez rodziców małżeństwa. 
Większość Koreańczyków jest buddystami, jednak w życiu codziennym kierują się oni tradycją konfucjańską. 

## Problem migracji z Korei Północnej
W wyniku upadku Związku Radzieckiego, oraz pogłębiającego się kryzysu ekonomicznego, a także klęski głodu, która rozpoczęła się w roku 1995 w Korei Północnej, granicę Chin z KRLD zaczęło przekraczać coraz więcej osób, pomimo dużego zagrożenia życia wynikającego z zakazu jej naruszania. Szacuje się, że między 1995 a 2006 granicę przekroczyło od 20 tysięcy do nawet 400 tysięcy obywateli Korei Północnej. W wyniku wzmożonej, niekontrolowanej migracji rząd koreański postanowił wznieść barierę, która oddziela oba kraje. Ze swej strony rząd chiński na niektórych odcinkach dodał także swoje zabezpieczenia. By utrzymać dobre stosunki ze swym sąsiadem, a także zadbać o wizerunek państwa, które szanuje międzynarodowe zasady i umowy, Chiny prowadzą walkę z nielegalną migracją Koreańczyków, odsyłając złapanych imigrantów z powrotem do ich ojczyzny. Północnokoreańscy imigranci nie posiadają legalnego prawa pobytu na terenie Chin i nie mogą korzystać z pomocy państwowej. Narażeni są na wszelkiego rodzaju ataki ze strony handlarzy organami, zaś kobiety zmuszane są do prostytucji. Uchodźcy cierpią także na liczne problemy psychiczne takie jak zespół stresu pourazowego związanego z przeżytym w Korei cierpieniem oraz lęk i strach przed deportacją. Aby otrzymać chińskie obywatelstwo zdarzają się przypadki fałszywych małżeństw, gdzie w zamian za pieniądze chińscy obywatele godzą się poślubić Koreańczyków. Jednak rząd chiński stara się walczyć z tym procederem, co jakiś czas przeprowadzając akcję wyłapywania takich ludzi. W marcu 2000 roku w ramach takiej akcji zatrzymano około ośmiu tysięcy kobiet, żon Chińczyków, które później deportowano z powrotem do Korei Północnej. Odnotowano także przypadki wpuszczania na terytorium chińskie przebranych agentów Korei Północnej, którzy wyłapywali zbiegłych Koreańczyków.